# Championnats d'Afrique du Sud de squash
Les Championnats d'Afrique du Sud de squash sont une compétition de squash individuelle organisée par Squash South Africa. Ils se déroulent chaque année depuis 1978.
Stephen Coppinger détient le record de victoires masculines avec 9 titres entre 1994 et 2003. Claire Nitch détient le record de victoires féminines avec 9 titres  entre 1993 et 2004.

## Palmarès

### Hommes[1]
- 2024 : Dewald van Niekerk
- 2023 : Dewald van Niekerk[2]
- 2022 : Dewald van Niekerk[3]
- 2021 : Dewald van Niekerk[4]
- 2020 : Christo Potgieter[5],[6]
- 2019 : Jean-Pierre Brits[7]
- 2018 : Thoboki Mohohlo[8]
- 2017 : Gary Wheadon[9]
- 2016 : Stephen Coppinger[10]
- 2015 : Stephen Coppinger[11]
- 2014 : Shaun Le Roux[12]
- 2013 : Stephen Coppinger
- 2012 : Stephen Coppinger
- 2011 : Stephen Coppinger
- 2010 : Stephen Coppinger
- 2009 : Rodney Durbach
- 2008 : Stephen Coppinger
- 2007 : Stephen Coppinger
- 2006 : Adrian Hansen
- 2005 : Adrian Hansen
- 2004 : Craig van der Wath
- 2003 : Rodney Durbach
- 2002 : Greg La Mude
- 2001 : Glenn Whittaker
- 2000 : Adrian Hansen
- 1999 : Rodney Durbach
- 1998 : Glenn Whittaker
- 1997 : Craig Wapnick
- 1996 : Glenn Whittaker
- 1995 : Glenn Whittaker
- 1994 : Craig van der Wath
- 1993 : Craig van der Wath
- 1992 : Craig van der Wath
- 1991 : Stuart Hailstone
- 1990 : Gunner Way
- 1989 : Stuart Hailstone
- 1988 : Trevor Wilkinson
- 1987 : Trevor Wilkinson
- 1986 : Stuart Hailstone
- 1985 : Ian Holding
- 1984 : Ian Holding
- 1983 : Ian Holding
- 1982 : Roland Watson

### Femmes[13]
- 2024 : Alexandra Fuller
- 2023 : Savannah Ingledew[2],[14]
- 2022 : Lizelle Muller[3]
- 2021 : Lizelle Muller[4]
- 2020 : Alexandra Fuller[15]
- 2019 : Milnay Louw[7]
- 2018 : Alexandra Fuller[8]
- 2017 : Milnay Louw[16],[9]
- 2016 : Milnay Louw[10]
- 2015 : Alexandra Fuller[11]
- 2014 : Siyoli Waters[12]
- 2013 : Siyoli Waters
- 2012 : Diana Haynes
- 2011 : Tenille van der Meuwe
- 2010 : Farrah Fenner
- 2009 : Tenille Swartz
- 2008 : Farrah Fenner
- 2007 : Tenille Swartz
- 2006 : Tenille Swartz
- 2005 : Tenille Swartz
- 2004 : Claire Nitch
- 2003 : Claire Nitch
- 2002 : Claire Nitch
- 2001 : Claire Nitch
- 2000 : Annelize Naudé
- 1999 : Claire Nitch
- 1998 : Claire Nitch
- 1997 : Natalie Grainger
- 1996 : Claire Nitch
- 1995 : Chantel Clifton-Parks
- 1994 : Claire Nitch
- 1993 : Claire Nitch
- 1992 : Thelma Ann Holt
- 1991 : Desiree Edwards
- 1990 : Angelique Clifton-Parks
- 1989 : Angelique Clifton-Parks
- 1988 : Donna Caldwell
- 1987 : Renee Aucamp
- 1986 : Donna Caldwell
- 1985 : Renee Aucamp
- 1984 : Renee Aucamp
- 1983 : Renee Aucamp
- 1982 : Renee Aucamp
- 1981 : Renee Aucamp
- 1980 : Renee Aucamp
- 1979 : Renee Aucamp
- 1978 : Valerie Bridgens